# NGC 3673
NGC 3673 ist eine Balken-Spiralgalaxie vom Hubble-Typ SBb im Sternbild Wasserschlange. Sie ist schätzungsweise 78 Millionen Lichtjahre von der Milchstraße entfernt.
Das Objekt wurde am 22. März 1836 von John Herschel entdeckt.